# Сомша
Сомша — река в России, протекает в Кольчугинском и Петушинском районах Владимирской области. Длина реки составляет 22 км, площадь водосборного бассейна — 129 км².
Исток находится к востоку от села Дубки. Течёт в основном на юг, мимо деревни Ельцино, через урочище Круглый Куст. Принимает левые притоки Толоконка и Борщёвка. Далее течёт через деревни Поломы и Логинцево. Устье реки находится в 34 км по левому берегу реки Пекша.

## Данные водного реестра
По данным государственного водного реестра России относится к Окскому бассейновому округу, водохозяйственный участок реки — Клязьма от города Орехово-Зуево до города Владимир, речной подбассейн реки — бассейны притоков Оки от Мокши до впадения в Волгу. Речной бассейн реки — Ока.
По данным геоинформационной системы водохозяйственного районирования территории РФ, подготовленной Федеральным агентством водных ресурсов:
- Код водного объекта в государственном водном реестре — 09010300712110000031832
- Код по гидрологической изученности (ГИ) — 110003183
- Код бассейна — 09.01.03.007
- Номер тома по ГИ — 10
- Выпуск по ГИ — 0